# Graphium bathycles
Graphium bathycles är en fjärilsart som först beskrevs av Johann Leopold Theodor Friedrich Zincken 1831.  Graphium bathycles ingår i släktet Graphium och familjen riddarfjärilar. Inga underarter finns listade i Catalogue of Life.

## Bildgalleri

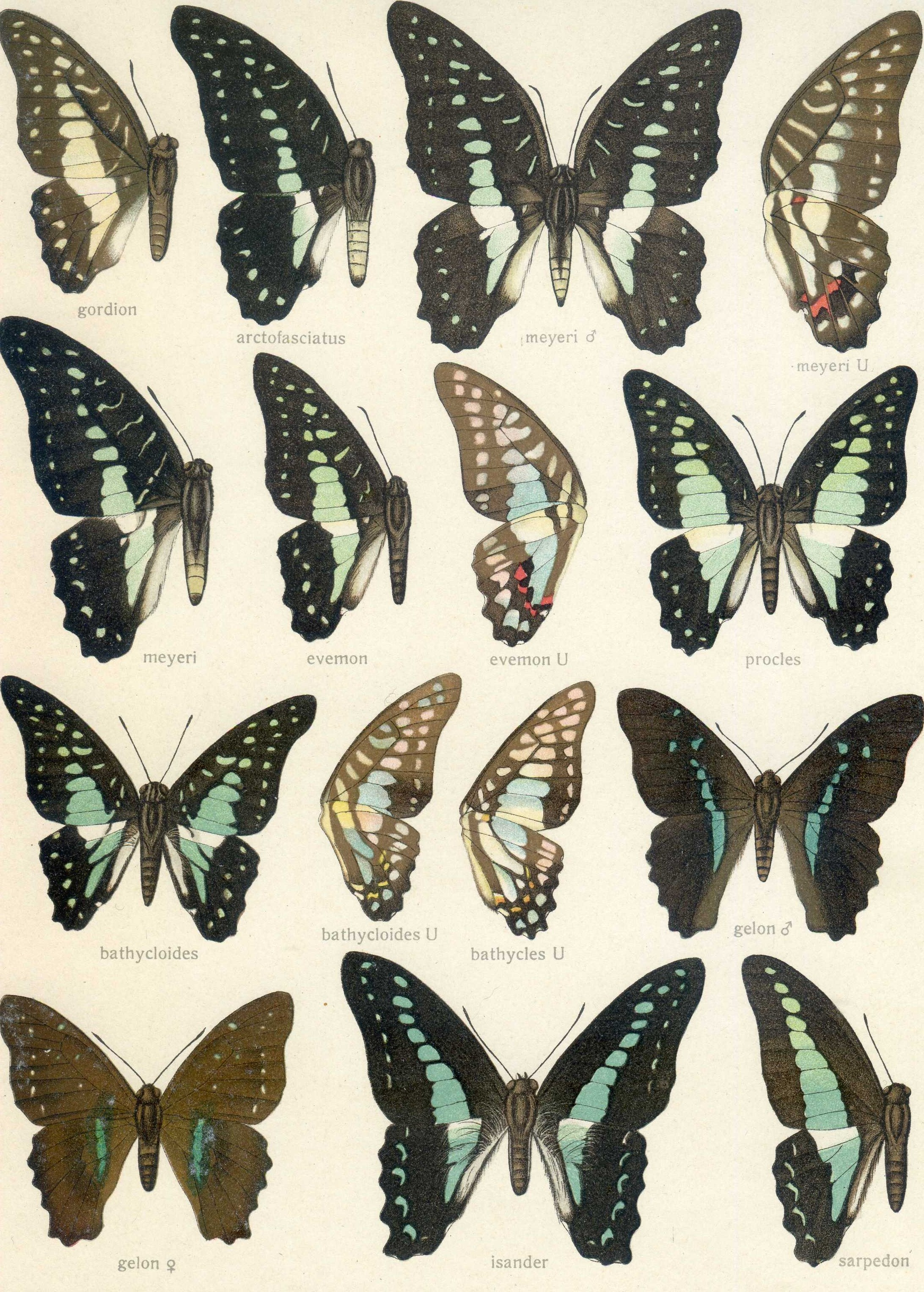